# Carsten Kober
Carsten Kober (* 11. Oktober 1967 in Bad Schwartau) ist ein ehemaliger deutscher Fußballspieler.

## Spielerlaufbahn
Kober wechselte vor seinem letzten Jahr bei den A-Junioren (U19) vom VfB Lübeck zum Hamburger SV und spielte anschließend bei der Amateurmannschaft, ehe er zur Saison 1987/88 einen Profivertrag erhielt. Wenige Wochen später debütierte er bei der 1:2-Niederlage im DFB-Supercup gegen den FC Bayern München für die Profis. Am ersten Spieltag folgte sein Debüt in der Bundesliga. In den nächsten Jahren wurde Carsten Kober ein wichtiger Bestandteil der HSV-Abwehr. Er war besonders für seine harte Spielweise bekannt, die ihm zahlreiche Verwarnungen und den Spitznamen „Master Of Grätsche“ einbrachte. Bis zu seinem letzten Spiel für den Hamburger SV am 18. Mai 1996 absolvierte er insgesamt 223 Bundesligaspiele, in denen ihm lediglich ein Tor gelang. Des Weiteren bestritt er 16 DFB-Pokal- und 15 Europapokalspiele für den HSV.
Carsten Kober wechselte zur Saison 1996/97 zu Hertha BSC in die 2. Bundesliga. Mit dem Hauptstadt-Klub schaffte er den Aufstieg in die Bundesliga. Nachdem er jedoch verletzungsbedingt seinen Stammplatz nicht behaupten konnte, trennten sich die Wege nach nur einer Spielzeit. Zunächst ohne Verein, verpflichtete ihn der Drittligist VfL Osnabrück im Januar 1998 ablösefrei. Bis zum Saisonende lief er unter Trainer Hans-Werner Moors in elf Spielen auf. Nach anhaltenden Hüftproblemen beim Spieler löste der Klub kurz nach Beginn der folgenden Spielzeit seinen bis 2001 gültigen Vertrag auf, wogegen er vor einem Arbeitsgericht klagte und eine Entschädigung erhielt.

## Nach der Spielerlaufbahn
Nach seinem Karriereende ging er 2000 als Manager zum SC Norderstedt, blieb dort aber nur ein Jahr. Anschließend wechselte er in die Marketingabteilung des Handballvereins VfL Bad Schwartau, für den sein Vater gespielt hatte. Kober machte sich im Versicherungswesen selbständig. Er brachte sich ab 2017 in die Jugendarbeit des Hamburger Vereins SC Vorwärts-Wacker 04 als Talentsichter ein und war Jugendkoordinator. Im Frühjahr 2021 trat Kober beim SC Vorwärts-Wacker 04 das Amt des Vereinsvorsitzenden an und übernahm im September 2021 zusätzlich das Traineramt der in Landesliga spielenden Mannschaft.